# رصدخانه مانت لاگونا

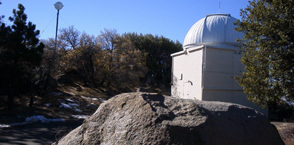
رصد خانه وانت لاگونا

رصد خانه مانت لاگونا (به انگلیسی: Mount Laguna Observatory) که به اختصار (MLO) نامیده می‌شود، یک رصدخانه ستاره‌شناسی است که بوسیله دپارتمان ستاره‌شناسی دانشگاه ایالتی سن دییگو اداره می‌شود. محل این رصد خانه در حدود چهل و پنج مایلی شرق مرکز شهر سن دیه گو، و درست در کنار شرقی جنگل ملی کلیولند قرار دارد و به همین علت مانت لاگونا نامگذاری شده‌است.